# Nycteribia allotopoides
Nycteribia allotopoides är en tvåvingeart som beskrevs av Oskar Theodor 1963. Nycteribia allotopoides ingår i släktet Nycteribia och familjen lusflugor. Inga underarter finns listade i Catalogue of Life.